# كوديكانال
كوديكانال هي مدينة قريبة من بالاني في تلال منطقة دينديجول في تاميل نادو في ولايات الهند ومناطقها. اسمها باللغة التاميلية يعني «هبة الغابة». يشار إلى كوديكانال باسم «أميرة محطة هيل» ولها تاريخ طويل كمقصد ووجهة سياحية شعبية.

## معرض صور

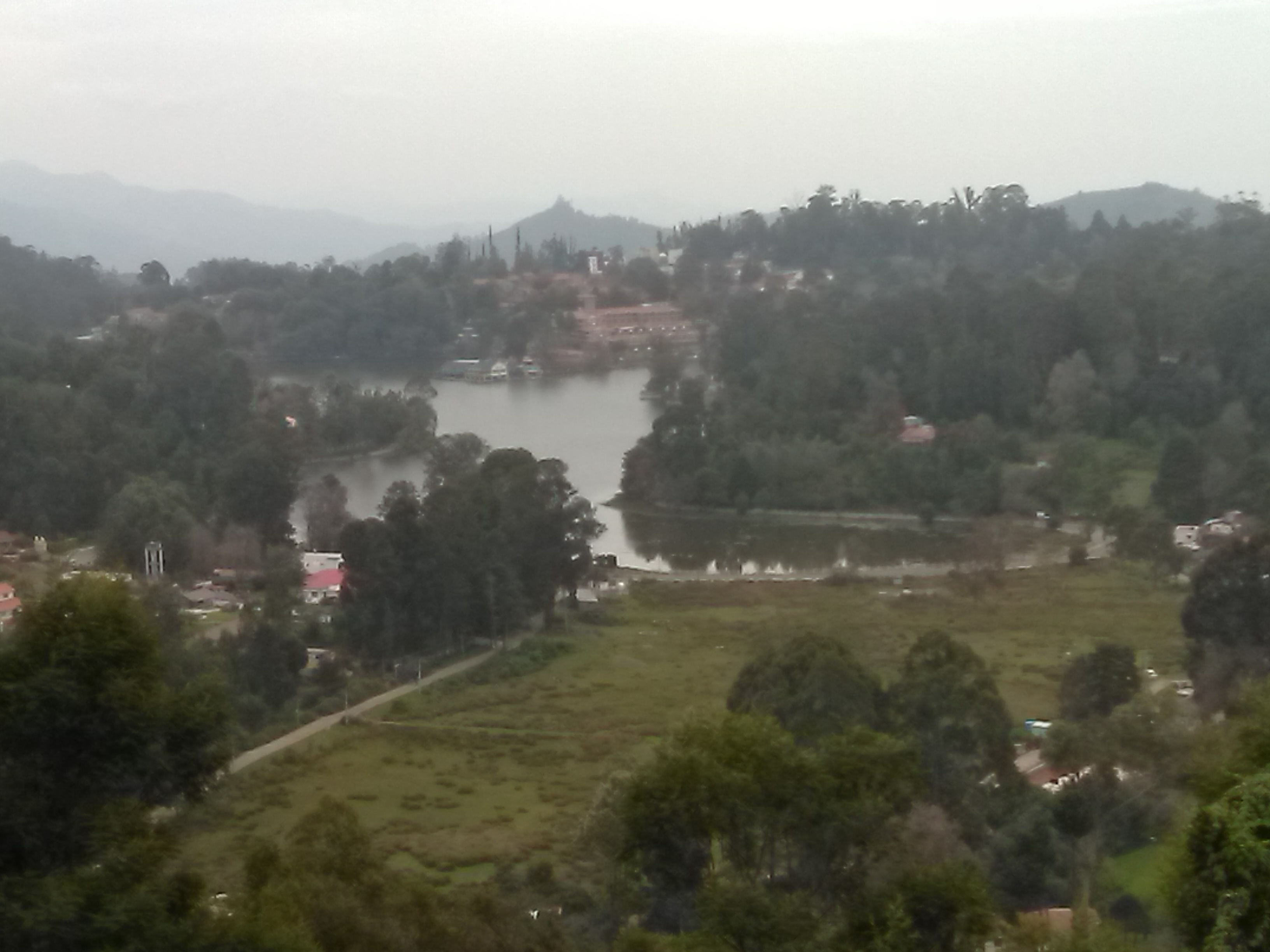
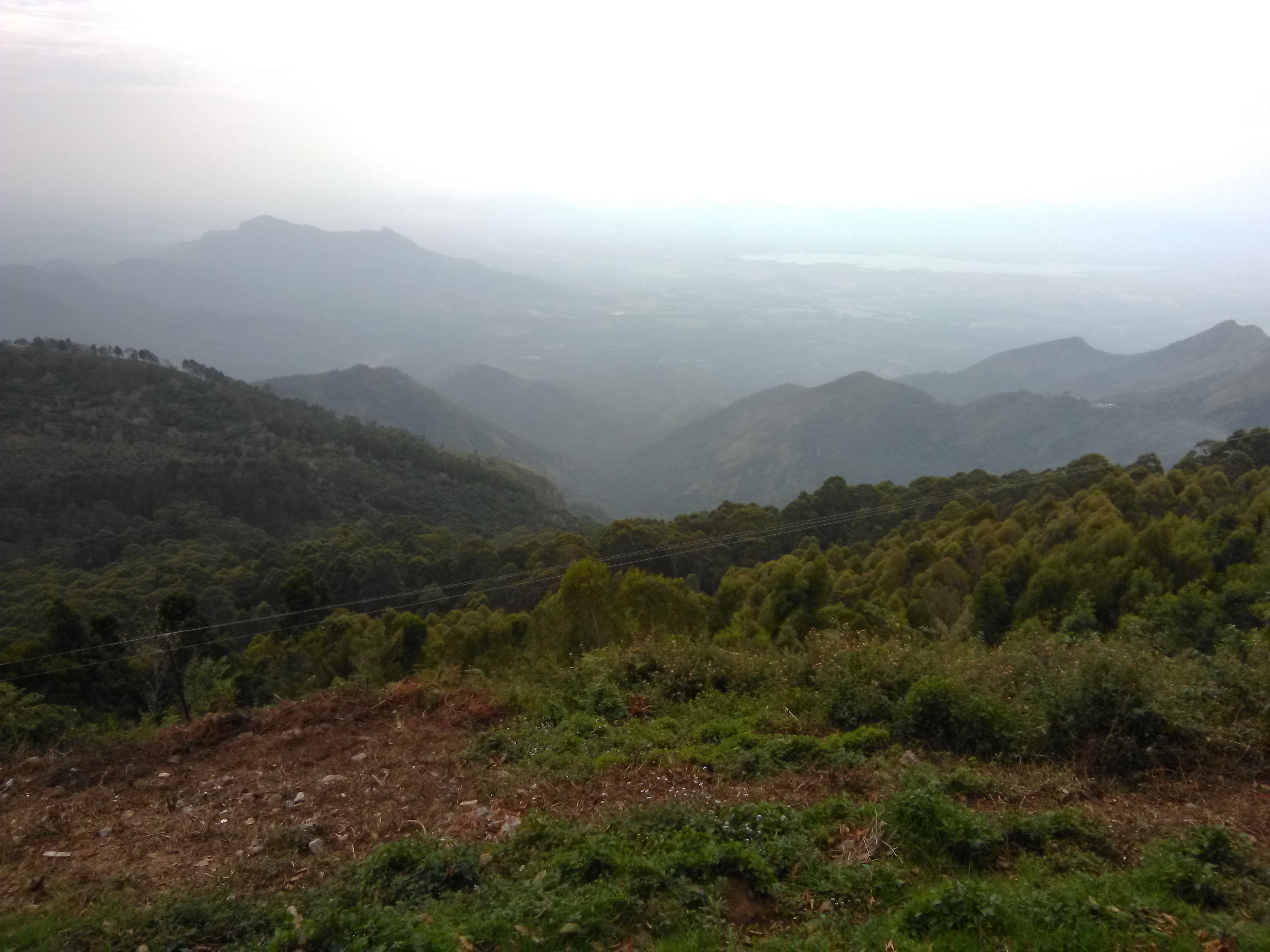
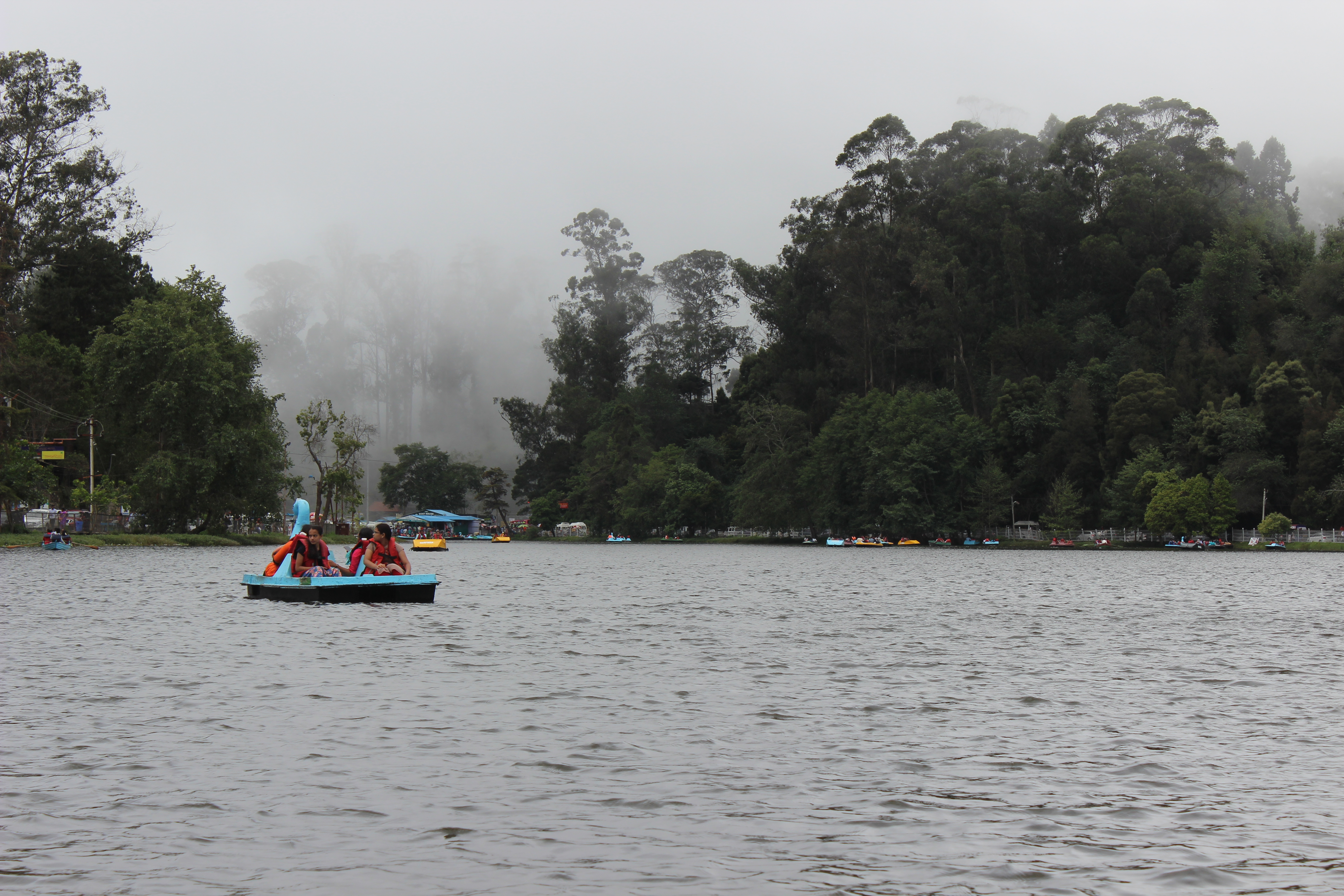
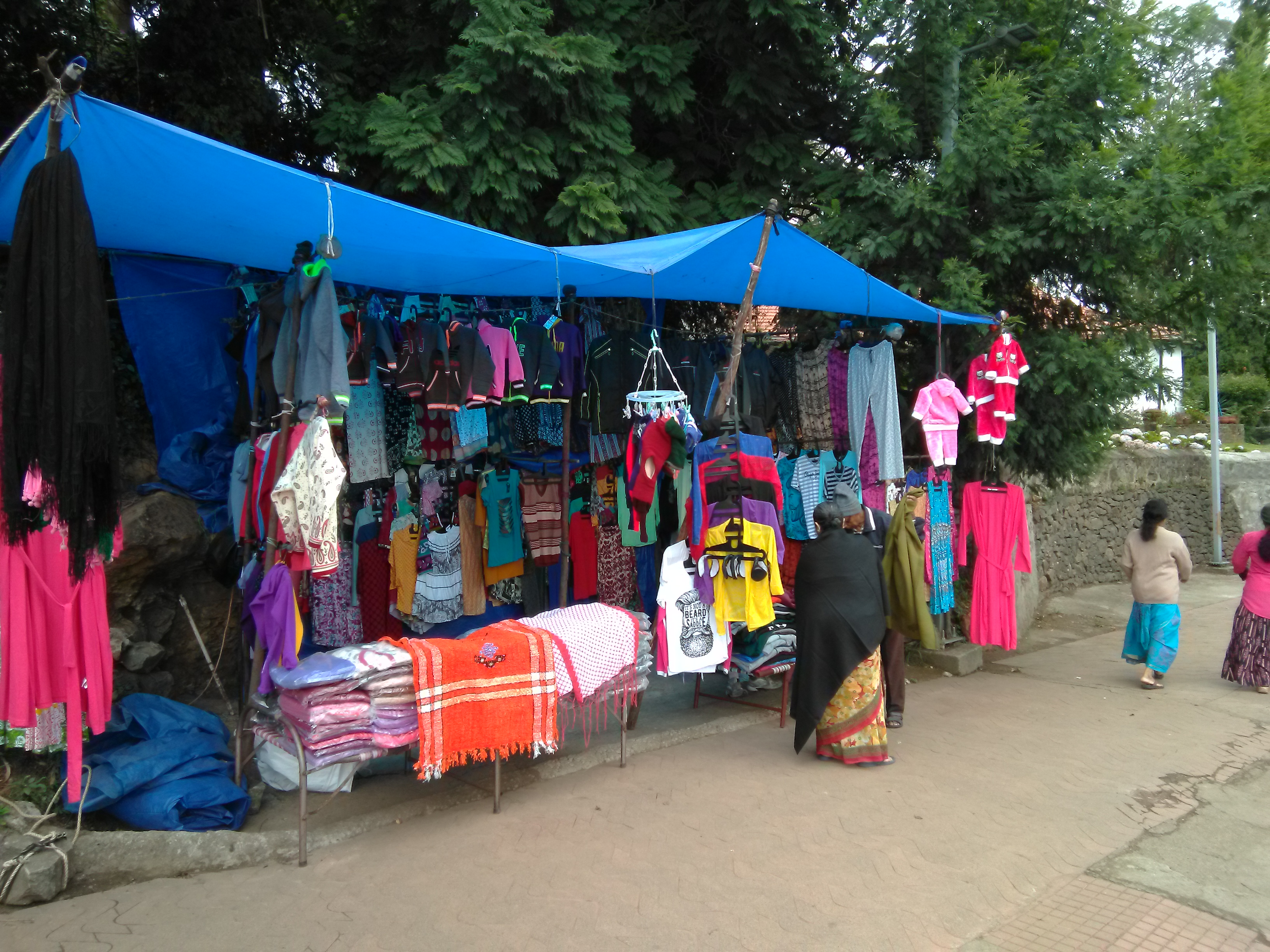
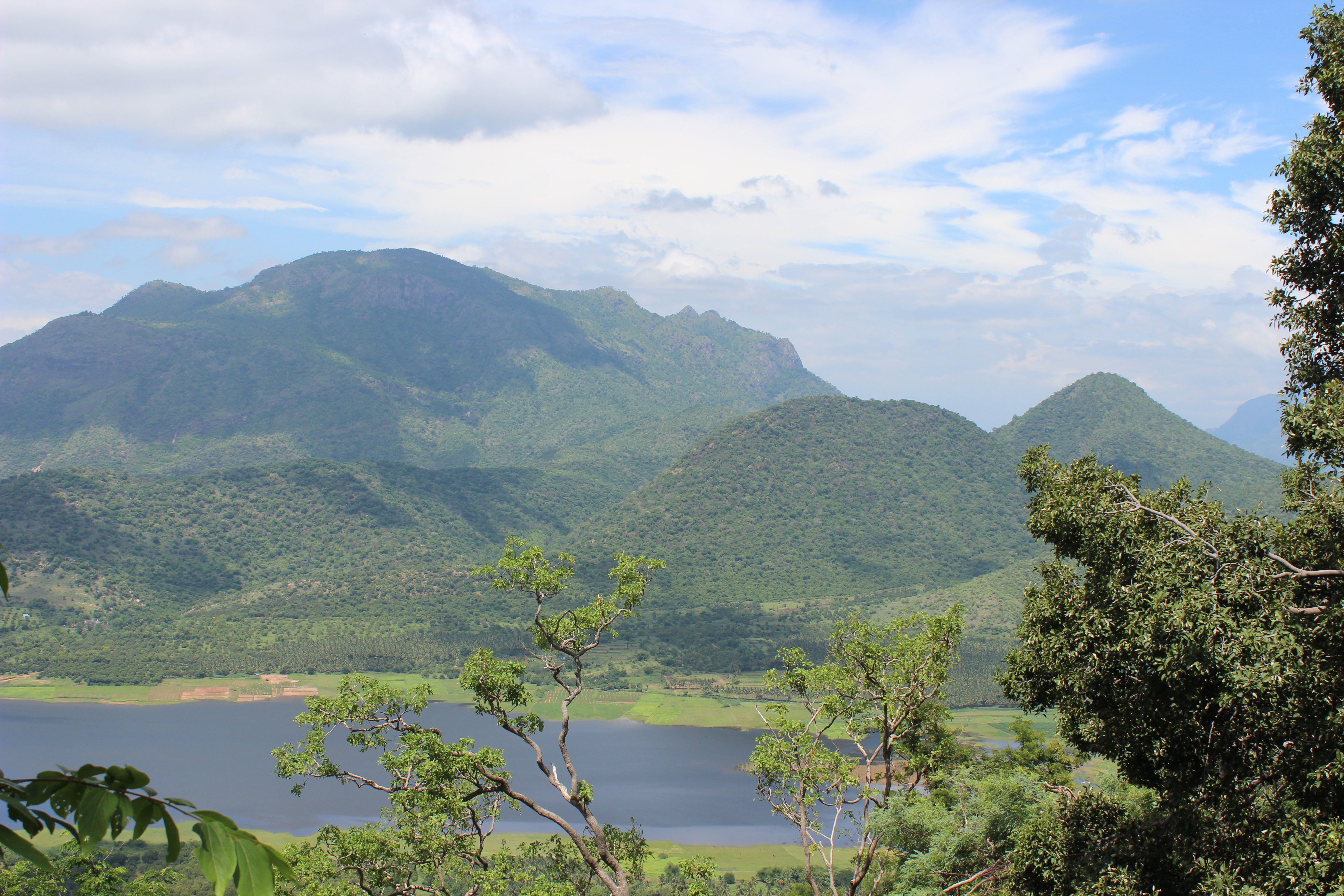
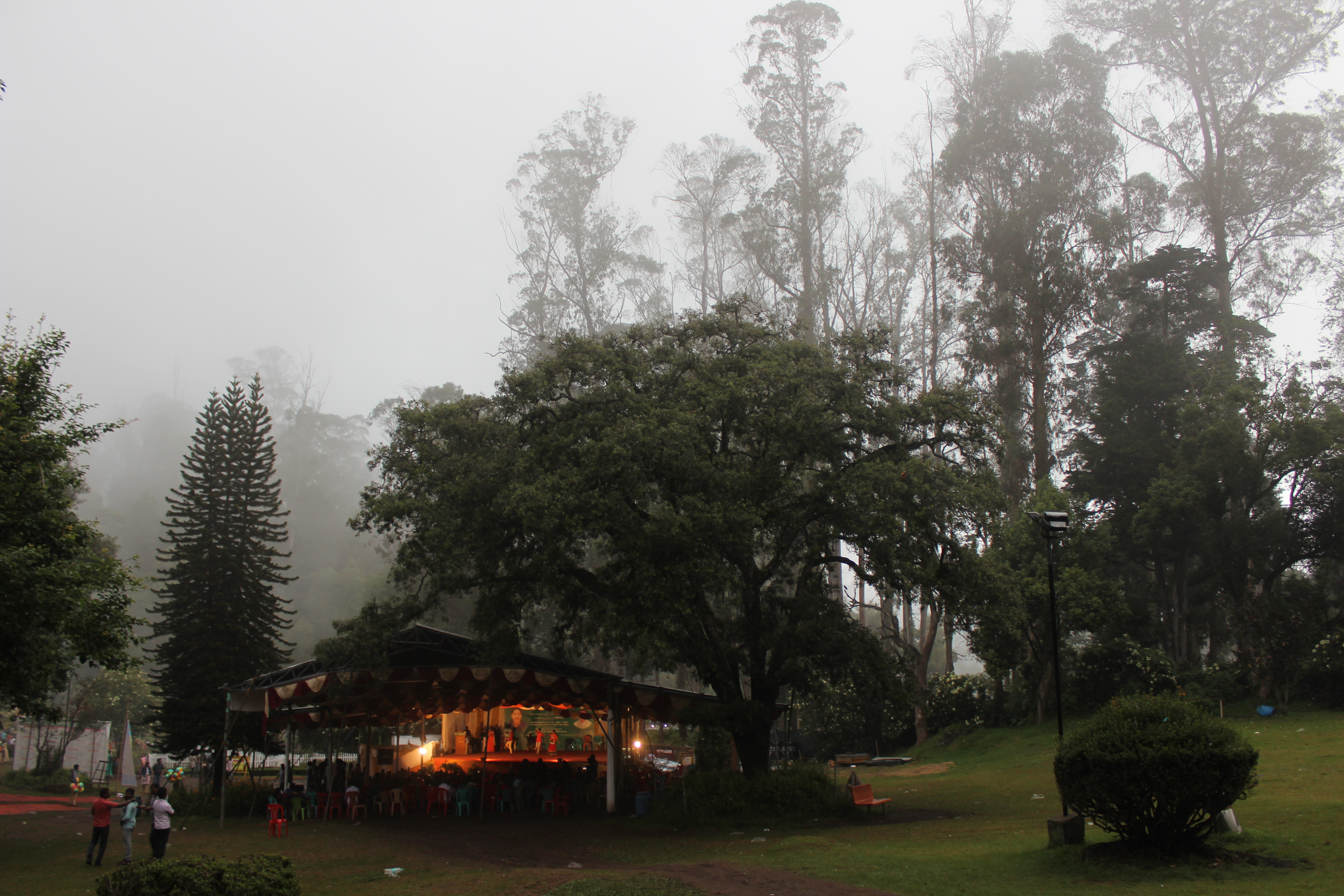

## أعلام
- مارك هيب
- آدم أوسبورن

## قراءات إضافية
- Charlotte Chandler Wyckoff: Kodaikanal: 1845-1945. London Mission Press, Nagercoil, Travancore, Indien. 1945.
- Nora Mitchell: The Indian Hill Station Kodaikanal. Research paper, University of Chicago, Department of Geography, No. 141. Chicago Ill., 1972.
- Volker Winkler: Kodaikanal. Land of the Clouds. Hillsboro Press, Franklin (Tennessee) 1999.

## وصلات خارجية
- Chisholm, Hugh, ed. (1911). "Kodaikanal" . Encyclopædia Britannica (بالإنجليزية) (11th ed.). Vol. 15.